# EuroManx
EuroManx – linia lotnicza Wyspy Man, utworzona w 2002, zlikwidowana w 2008.
Główna baza EuroManx znajdowała się na lotnisku Ronaldsway na Wyspie Man.

## Historia
EuroManx powstała 7 sierpnia 2002 roku i zaczęła swoją działalność 19 sierpnia 2002 roku. Linię stworzyli John Seymour oraz Allan Keen. W czerwcu 2005 roku linia EuroManx przejęła trasę Wyspa Man-Liverpool, która była obsługiwana przez Emerald Airways.
9 maja 2008 linia ogłosiła, że zaprzestaje dalszej działalności, podając jako powód rosnące ceny paliwa i niedostateczną liczbę pasażerów.

## Flota

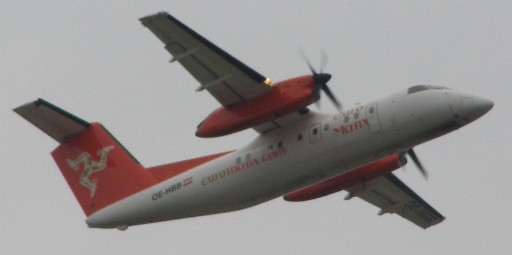
EuroManx DHC-8

- 1 Bombardier Dash 8 Q200 (OE-HBB)
- 1 Bombardier Dash 8 Q300 (OE-HBC)

## Połączenia
- Wyspa Man
  - Wyspa Man(lotnisko Ronaldsway)
- Anglia
  - Liverpool (port lotniczy Liverpool-John Lennon)
  - Manchester (port lotniczy Manchester)
  - Londyn (port lotniczy Londyn-City)
- Irlandia Północna
  - Belfast (port lotniczy Belfast-George Best City)